# Saerbeck
Saerbeck est une commune de Rhénanie-du-Nord-Westphalie (Allemagne), située dans l'arrondissement de Steinfurt, dans le district de Münster, dans le Landschaftsverband de Westphalie-Lippe.
Le village a entamé une transition vers les énergies renouvelables, avec l'installation de panneaux solaires et d'éoliennes ainsi que l'utilisation de biogaz.